# جايوس فيريس
غايوس فيريس (باللاتينية: Gaius Verres) (تقريباً 120 ق م - 43 ق م) كان حاكماً رومانياً سيئ السمعة لسوء حكمه لصقلية. لا يعرف أصله على الرغم من أن البعض يعطيه اسم ليسينيوس.